# Sihelné
Sihelné é um município da Eslováquia, situado no distrito de Námestovo, na região de Žilina. Tem 14,41 km² de área e sua população em 2018 foi estimada em 2.180 habitantes.

## Demografia
| Ano:        | 1994 | 2004    | 2014   | 2024   |
| ----------- | ---- | ------- | ------ | ------ |
| Broj ljudi: | 1821 | 2017    | 2109   | 2166   |
| Razlika:    |      | +10,76% | +4,56% | +2,70% |

| Ano:               | 2023 | 2024   |
| ------------------ | ---- | ------ |
| Número de pessoas: | 2186 | 2166   |
| Diferença:         |      | -0,91% |